# Morti nel 1471
| Questa pagina contiene informazioni ricavate automaticamente dalle voci biografiche con l'ausilio del template Bio e di un bot. L'aggiornamento è periodico e automatico e ricostruisce completamente la pagina. Se manca una persona in questa lista, sei pregato di non aggiungerla, ma accertati piuttosto che la sua voce biografica contenga il template Bio e che i dati anagrafici siano correttamente compilati. Se il template Bio manca, inseriscilo tu stesso o, in alternativa, metti l'avviso {{tmp\|Bio}} che ne segnala la mancanza. Se i dati riportati sono sbagliati, correggi direttamente la voce biografica; le modifiche saranno visibili in questa lista entro pochi giorni. Per chiarimenti vedi il progetto biografie. La lista contiene solo le 44 persone che sono citate nell'enciclopedia e per le quali è stato implementato correttamente il template Bio. Pagina aggiornata al 10 ago 2025. |

- 9 gennaio - Ottone V di Brunswick-Lüneburg, nobile tedesco (n. 1439)
- 18 gennaio - Go-Hanazono, imperatore giapponese (n. 1419)
- 19 gennaio - Antonio Beccadelli, poeta, storico e scrittore italiano (n. 1394)
- 10 febbraio - Federico II di Brandeburgo, principe (n. 1413)
- 18 febbraio - Antonio Petrucci, politico e letterato italiano (n. 1400)
- 11 marzo - Alessandra Macinghi, scrittrice italiana (n. 1406)
- 12 marzo - Dionigi di Rijkel, monaco cristiano, presbitero e mistico belga (n. 1402)
- 14 marzo - Thomas Malory, scrittore inglese
- 22 marzo - Giorgio di Boemia, re (n. 1420)
- 14 aprile - John Neville, I marchese di Montagu, nobile britannico (n. 1431)
- 14 aprile - Richard Neville, XVI conte di Warwick, nobile e condottiero inglese (n. 1428)
- 4 maggio - John Beaufort, marchese di Dorset, nobile inglese (n. 1455)
- 4 maggio - Edoardo di Lancaster, principe inglese (n. 1453)
- 6 maggio - Edmund Beaufort, IV duca di Somerset, militare inglese (n. 1438)
- 21 maggio - Enrico VI d'Inghilterra, politico britannico (n. 1421)
- 13 luglio - Ulrico II di Meclemburgo-Stargard, duca
- 25 luglio - Giovanni Soreth, presbitero francese
- 25 luglio - Tommaso da Kempis, monaco cristiano, mistico e biografo tedesco
- 26 luglio - Papa Paolo II, papa, vescovo cattolico e cardinale italiano (n. 1417)
- 20 agosto - Borso d'Este, duca (n. 1413)
- 13 settembre - Filippo Franchi, giurista italiano
- 27 settembre - Marino De Paulis, arcivescovo cattolico italiano
- 4 ottobre - Henry Stafford, nobile inglese (n. 1425)
- 9 novembre - Cristoforo Moro, doge (n. 1390)
- 21 novembre - João Gonçalves Zarco, esploratore portoghese (n. 1390)
- 14 dicembre - Leone de Lazara, giurista e politico italiano (n. 1397)
- 17 dicembre - Isabella d'Aviz, principessa portoghese (n. 1397)
- Anna di Tver', nobile
- Ermolao Barbaro il Vecchio, umanista e vescovo cattolico italiano (n. 1410)
- Antonia da Barignano, nobildonna (n. 1399)
- Francesco Barozzi, vescovo cattolico e umanista italiano
- Galeotto di Campofregoso, condottiero italiano
- Giovanni Raimondo Folch II de Cardona, nobile (n. 1400)
- Elena di Kleve, principessa tedesca (n. 1423)
- Arnoul Gréban, drammaturgo francese
- Bartolomeo II Martinengo, nobile italiano (n. 1425)
- Tisbe Martinengo, nobile italiana
- Francesco Moranzone, scultore e intagliatore italiano
- Andrea Pannonio, incisore ungherese (n. 1430)
- Luca de Sarzana, vescovo cattolico italiano
- Atik Sinan, architetto ottomano
- István Várdai, cardinale e arcivescovo cattolico ungherese
- Abd al-Rahman al-Tha'alibi, giurista e teologo arabo (n. 1384)
- Carlo II d'Albret, militare e politico francese (n. 1407)